# Conan the Barbarian (antologia 1955)
Conan the Barbarian (letteralmente "Conan il barbaro") è un'antologia di cinque racconti fantasy sword and sorcery dello scrittore statunitense Robert E. Howard dedicati a Conan il barbaro. Fu pubblicata per la prima volta con copertina rigida da Gnome Press nel 1955. Le storie originariamente apparvero negli anni trenta nella rivista fantasy Weird Tales. Questa collezione non è mai stata pubblicata in paperback; tuttavia, i racconti di cui si compone sono stati divisi e distribuiti tra le altre collane di "Conan".
Una raccolta successiva con lo stesso titolo ma differenti contenuti è stata prodotta in paperback dalla Del Rey/Ballantine Books nel 2011.

## Contenuti
- Colosso nero (Black Colossus, 1933)
- Ombre al chiaro di luna (Iron Shadows in the Moon, 1934)
- Nascerà una strega (A Witch Shall be Born, 1934)
- Ombre a Zamboula (Man-Eaters of Zamboula,  1935)
- Il diavolo di ferro (The Devil in Iron, 1934)